# Aragon (Schiff, 1960)
Die Aragon (II) war ein 1960 in Dienst gestelltes Kombischiff der britischen Royal Mail Line. Sie stand für die Reederei bis 1968 im Linienverkehr nach Südamerika. Anschließend stand sie als Aranda unter Bereederung der Shaw, Savill & Albion Steamship Company. 1971 beendete das Schiff seinen Passagierdienst und wurde zum Autotransporter umgebaut. 1981 erfolgte der Abbruch in Kaohsiung.

## Geschichte
Die bereits 1956 in Auftrag gegebene Aragon entstand als zweites von drei als A-Klasse oder The Three Graces (die drei Grazien) bezeichneten Klasse von drei Kombischiffen unter der Baunummer 1595 in der Werft von Harland & Wolff in Belfast und lief am 20. Oktober 1959 vom Stapel. Nach ihrer Ablieferung an die Royal Mail Line im April 1960 nahm sie am 29. April den Liniendienst von London nach Buenos Aires auf. Ihre Schwesterschiffe waren die Amazon und die Arlanza.
1967 wurde die Aragon umgebaut und modernisiert. Bereits im Jahr darauf wurde sie jedoch gemeinsam mit ihren Schwesterschiffen an die Shaw, Savill & Albion Steamship Company verkauft und in Aranda umbenannt. Fortan war sie auf der Linie zwischen Southampton, Australien und Neuseeland im Einsatz. Auch dieser Dienst erwies sich jedoch durch die steigende Konkurrenz von Linienflügen nach wenigen Jahren als unrentabel. 1971 wurde das Schiff ausgemustert und verkauft.
Neuer Eigentümer wurde die norwegische Reederei Leif Höegh, die das ehemalige Passagierschiff in Rijeka zum Autotransporter Höegh Traveller umbauen ließ. Sein Aussehen veränderte sich hierbei radikal, lediglich beim Umbau erhaltene Teile der Aufbauten wie die Brücke und der Schornstein erinnerten noch an die ehemalige Aragon. 1972 nahm die Höegh Traveller den Dienst auf.
Ab 1977 fuhr das Schiff als Hual Traveller für die japanische Reederei Osaka Overseas Transport. Am 29. Januar 1979 kollidierte die Hual Traveller mit der Newark Bay Bridge in Newark und wurde hierdurch erheblich beschädigt. Dennoch nahm das inzwischen knapp zwanzig Jahre alte Schiff nach Reparaturen wieder den Dienst auf. Im Jahr darauf wurde sein Name in Traveller abgekürzt. 1981 ging es zum Abwracken an Chien Yu Steel Industrial in Kaohsiung. Dort begann am 31. Oktober 1981 der Abbruch der Traveller. Ihre beiden Schwesterschiffe wurden ebenfalls 1981 zum Abbruch verkauft.